# Misumena pallescens
Misumena pallescens är en spindelart som beskrevs av Lodovico di Caporiacco 1949. Misumena pallescens ingår i släktet Misumena och familjen krabbspindlar.
Artens utbredningsområde är Kenya. Inga underarter finns listade i Catalogue of Life.